# Вартові (телесеріал)
«Вартові» (англ. Watchmen) —  американський драматичний фантастичний телесеріал, заснований на однойменної серії коміксів Алана Мура і Дейва Ґіббонса. Творцем серіалу є Деймон Лінделоф, який також є сценаристом і виконавчим продюсером.

## Передумова
Дія серіалу «Вартові» розгортається в «альтернативної історії, де „супергероїв“ розглядають як злочинців», і «охоплює ностальгію оригінального новаторського графічного роману, при цьому намагаючись відкрити для себе нові горизонти».

## В ролях
- Джеремі Айронс — Озимандія
- Реджина Кінг
- Дон Джонсон
- Тім Блейк Нельсон
- Луїс Госсетт-мол.
- Аделаїда Клеменс
- Ендрю Говард
- Том Місон
- Френсіс Фішер
- Джейкоб Мінг-Трент
- Ях'я Абдул-Матін II
- Сара Вікерс
- Ділан Шомбінг
- Аделін Спун
- Лілі Роуз Сміт
- Джован Адепо

## Виробництво

### Розробка
1 жовтня 2015 року було повідомлено, що HBO вступив у переговори з Заком Снайдером, режисером «Вартових» 2009 року, на тему потенційного виробництво телевізійної адаптації. HBO пізніше підтвердило, що повідомлення були вірні.
20 Червня 2017 року з'явилося повідомлення, що Деймон Лінделоф був на початку переговорів з розробки потенційної телевізійної адаптації для HBO. У той час було сказано, що обидві сторони знаходяться у процесі укладення угоди, і було підтверджено, що Зак Снайдер більше не бере участь у виробництві. 19 вересня 2017 року надійшло повідомлення про те, що кімната сценаристів стала відкритою. День тому було оголошено, що HBO офіційно замовило у виробництва пілот, а також замовив додаткові запасні сценарії. 30 січня 2018 року було оголошено, що Ніколь Кассель стане режисером і виконавчим продюсером пілота, сценарій до якого написав Лінделоф.
22 травня 2018 року Лінделоф опублікував відкритий лист на п'ять сторінок для шанувальників серії коміксів, де він написав, що телесеріал не буде прямою адаптацією вихідного матеріалу або продовженням до нього, а замість цього буде показувати нову, оригінальну історію.
17 Серпня 2018 року було оголошено, що HBO замовило у виробництва перший сезон, прем'єра якого очікують в 2019 році. 20 Вересня 2018 року стало відомо, що музику до фільму складуть Трент Резнор і Аттікус Росс.

### Кастинг
23 травня 2018 року було оголошено, що Реджіна Кінґ, Дон Джонсон, Тім Блейк Нельсон, Луїс Госсетт-мл, Аделаїда Клеменс і Ендрю Говард приєдналися до акторського складу пілота. Також очікувалося, що принаймні один з акторів матиме потенційно повторювану роль. У червні 2018 року повідомлялося, що Джеремі Айронс, Том Місон, Френсіс Фішер, Джейкоб Мінг-Трен, Ях'я Абдул-Матін II і Сара Вікерс також знялися у пілоті. 7 серпня 2018 року було оголошено, що Ділан Шомбинг, Аделін Спун і Лілі Роуз Сміт приєдналися до акторського складу пілота.

### Зйомки
Основні зйомки пілота почалися 1 червня 2018 року в Атланті, Джорджія. Протягом місяця зйомки проходили в містах та селищах біля Атланти, включаючи Мейкон, Фаєттвілль, Ньюнан, Пальметто, Брукс і Такер.